# Phjongthek állomás
Phjongthek (Pyeongtaek) állomás a szöuli metró 1-es vonalának állomása Kjonggi (Gyeonggi) tartomány Phjongthek (Pyeongtaek) városában.

## Viszonylatok
| 1-es vonal                                                  | 1-es vonal                                             | 1-es vonal                                      |
| ----------------------------------------------------------- | ------------------------------------------------------ | ----------------------------------------------- |
| Csidzse (Jije) Szojoszan (Soyosan ) felé                    | Kjongbu (Gyeongbu) szakasz személyvonat                | Szonghvan (Seonghwan) Sincshang (Sinchang) felé |
| Szodzsong-ri (Seojeong-ri) Jongszan (Yongsan) és Szöul felé | Kjongbu (Gyeongbu) szakasz piros és zöld expresszvonat | Szonghvan (Seonghwan) Cshonan (Cheonan) felé    |
| Korail                                                      |                                                        |                                                 |
| Csidzse (Jije) Szöul felé                                   | Kjongbu (Gyeongbu) vonal                               | Szonghvan (Seonghwan) Puszan (Busan) felé       |